# Gussy Hippold-Ahnert
Gussy Erika Edith Hippold-Ahnert née Ahnert le 3 mars 1910 à Berlin, morte le 7 janvier 2003 à Dresde est une peintre et dessinatrice allemande. Élève d'Otto Dix, elle fait partie de la Nouvelle objectivité.

## Biographie
Gussy Hippold-Ahnert grandit à Dresde, dans le quartier de Wachwitz. À partir de 1912, elle suit des cours de piano et de dessin. Elle étudie pendant deux ans dans l'atelier du peintre paysagiste Hanns Herzing (de). De 1929 et 1933, elle est élève dans la classe de dessin de Richard Müller et Hermann Dittrich à l'Académie des Arts de Dresde. À partir de 1932, elle suit les cours d'Otto Dix. Ses premiers travaux, comme le tableau Nu couché de 1931, montrent la proximité avec la Nouvelle Objectivité et le Vérisme d'Otto Dix. En 1932 et 1933, elle utilise la technique du glacis enseignée par Otto Dix.
Appartenant à la Génération perdue, elle quitte l'académie de Dresde comme Otto Dix en 1933. Elle s'installe la même année à Niederlößnitz, aujourd'hui un quartier de Radebeul, où elle habite d'abord au 11 de la Rennerbergstrasse.
Elle est membre de l'Association des artistes allemands jusqu'à sa dissolution forcée en 1936. À l'époque nazie, elle est membre obligatoire de la Chambre des Beaux-Arts du Reich. Cependant, seules deux participations à des expositions dans les premières années du régime nazi sont connues.
En 1936, elle épouse le peintre Erhard Hippold (de), qu'elle a rencontré en 1931. À partir de 1945, ils vivent tous les deux dans la Haus Sorgenfrei, dans le quartier Oberlößnitz de Radebeul. Le couple reprend l'atelier de corseterie de leur père, qui est leur source de revenus. Elle abandonne la peinture sur glaçure. Elle se  se consacre aux pastels et à l'aquarelle. Elle est membre de l'Association des artistes visuels de la RDA.
Au début des années 1990, elle s'installe à Dresde, dans le quartier de Gorbitz.  Elle est enterrée anonymement au cimetière Heidefriedhof.
En 1972, Fritz Löffler redécouvre ses premiers travaux, qui sont présentés lors de plusieurs expositions personnelles au cours des années suivantes.
En 1973, le poète et essayiste Heinz Czechowski (de) l'immortalise dans la littérature avec son poème Radebeul, Haus Sorgenfrei.
Ses œuvres sont conservées à la Galerie Neue Meister à Dresde, au Musée d'art de Moritzburg et au musée de Radebeul.
Elles sont présentées lors des différentes expositions sur la Nouvelle objectivité,.

## Expositions
- maison de l'association artistique, Magdebourg, 1933
- musée d'histoire locale, Sarrebruck, 1933
- Exposition d'art de Dresde, Städtische Kunsthalle, 1936
- Confession et engagement, Albertinum, Dresde, 1985

- Gussy Hippold, Erhard Hippold. Peintures et graphiques des années 1930, Dresde, 1972, 1989
- Gussy Hippold-Ahnert, peinture, graphisme, Dresde, Galerie Nord, Dresde, 1981
- Petite Galerie, Radebeul, 1985
- Galerie Comenius, Dresde, 1992
- Image de l'homme, Galerie municipale, Coswig, 1997

- Cultivé dans l'ombre des temps, Stadtgalerie, Radebeul, 2010[1]
- Musée d'art moderne, Arnhem, 2010
- Nouvelle Objectivité à Dresde, Kunsthalle im Lipsiusbau, 2012[2]
- Die Neue Frau? Malerinnen und Grafikerinnen der Neuen Sachlichkeit, Galerie Bietigheim-Bissingen, 2020[7]
- Grundig, Hippold, Schulze, Kunsthalle, Rostock, 2023[8]